# Дом купеческой гильдии Святого Духа
Дом купеческой гильдии Святого Духа — старинное здание в центре Выборга на углу Выборгской улицы (дом 8) и улицы Новой Заставы, средневековый памятник архитектуры.

## История
Точная дата постройки дома неизвестна, но исследователи предположительно относят её к XIV веку. Дом был частью средневековой купеческой усадьбы, включавшей жильё и хозяйственные постройки. Это каменное здание — одно из немногих, построенных до городской перепланировки, проведённой в 1640-х годах — считается самым старым сохранившимся в Выборге зданием гражданского назначения. И до, и после перепланировки оно располагалось в глубине участка, в окружении других зданий. Невысокий домик кубической формы со сложенными из гранитных валунов толстыми стенами, наряду со сходными усадьбой бюргера, домом горожанина и ещё одним гильдейским домом, входит в четвёрку средневековых бюргерских домов — маленьких частных «крепостей» XIV—XVII веков, которые на территории России можно увидеть только в Выборге.
Первоначально дом был двухэтажным: на первом этаже размещался склад товаров, а второй этаж с узкими окошками был жилым; на него вела внешняя каменная лестница. В XVI веке дом приобрела купеческая гильдия Святого Духа, и второй этаж стал использоваться для торговых переговоров.
Купцы (главным образом немцы и шведы) играли важную роль в средневековом Выборге: уже грамотой короля Швеции 1323 года оговаривалось, что Выборг имеет равные с Ревелем торговые права, а в 1527 году город официально получил права стапеля и был объявлен шведским международным торговым портом. В 1540 году в городе было 175 купцов, плативших налоги. Им необходимо было помещение для обсуждения сделок. В дальнейшем владельцы здания менялись; за несколько веков уровень земли поднялся и первый этаж превратился в подвал, в связи с чем каменная лестница была разобрана. При позднейших перестройках изменилась и форма крыши.
К XX веку дом со стороны улиц был закрыт окружавшими его более поздними постройками, которые были разрушены во время советско-финских войн (1939—1944); сохранились остатки каретника XVIII века и фундамент жилого дома. В 1978 году была проведена реставрация дома по проекту архитектора М. А. Дементьевой: зданию вернули крутой щипец и коньковую черепичную крышу. Аналогичным образом была реконструирована средневековая усадьба бюргера.
После реставрации в доме некоторое время размещался клуб собаководов; с 2020 года, после передачи в ведение Выборгского объединённого музея-заповедника, в здании находится информационно-туристский центр.

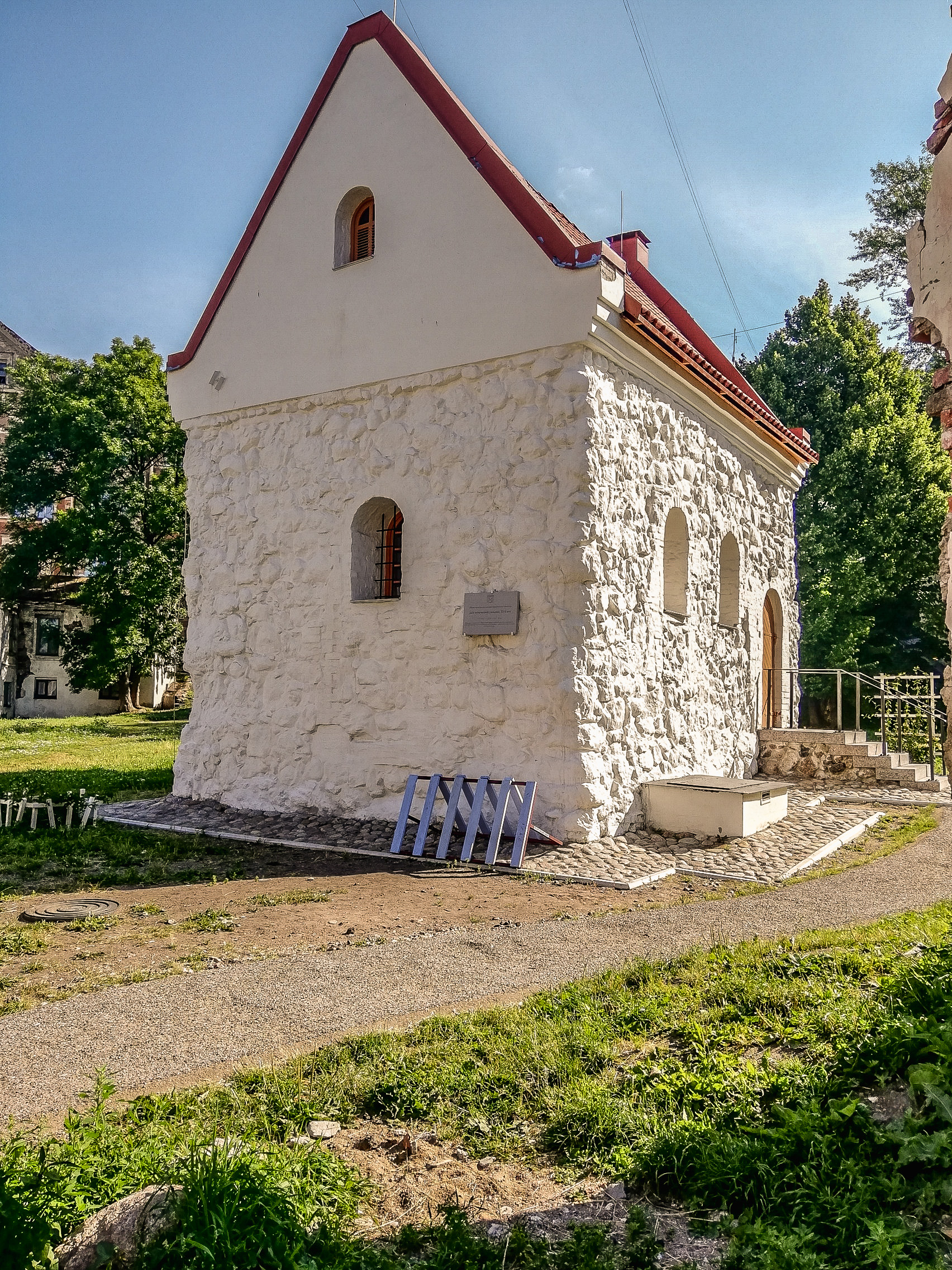
Вид от улицы Новой Заставы
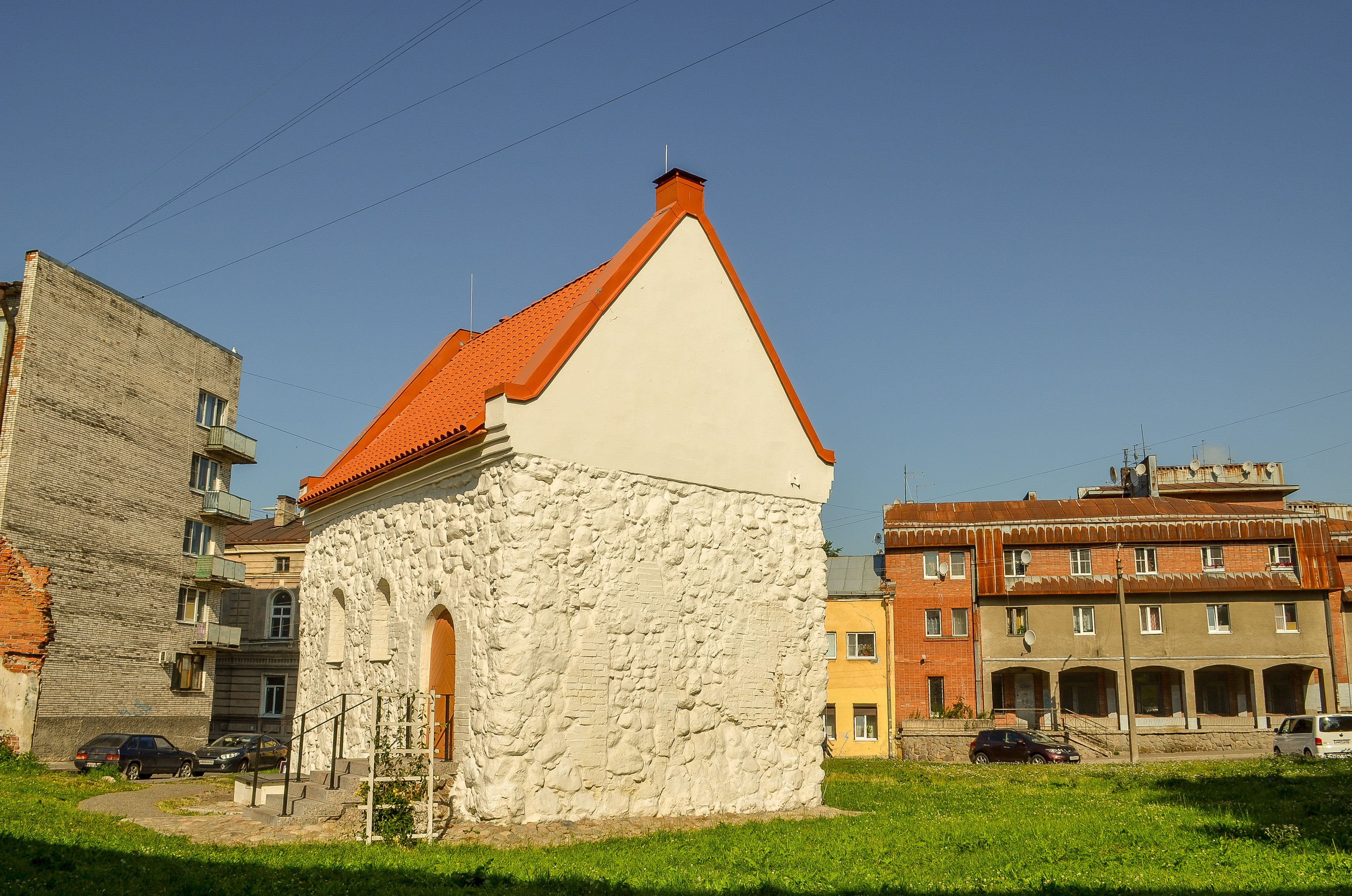
Вид на улицу Новой Заставы
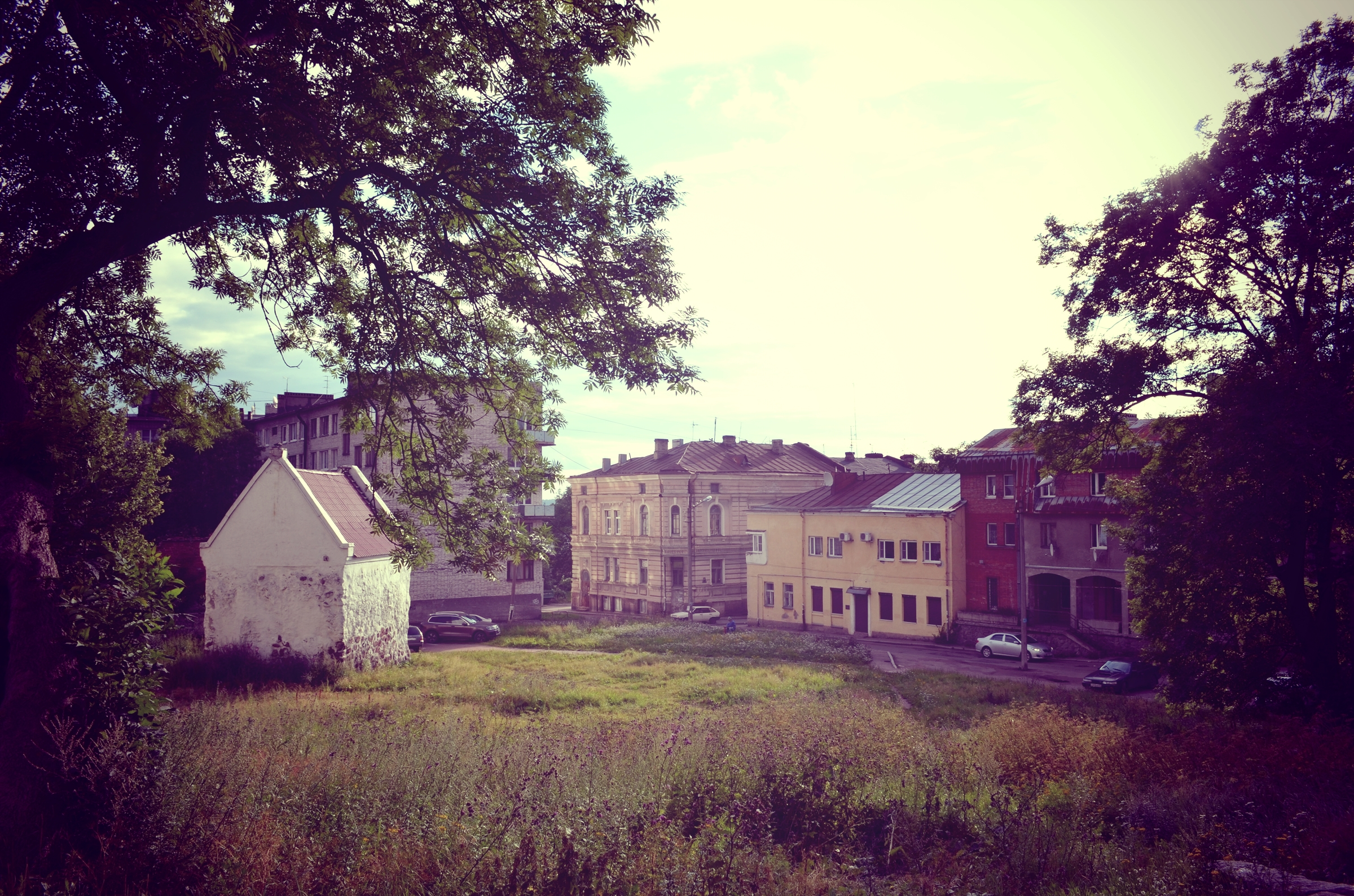
Вид от улицы Сторожевой Башни
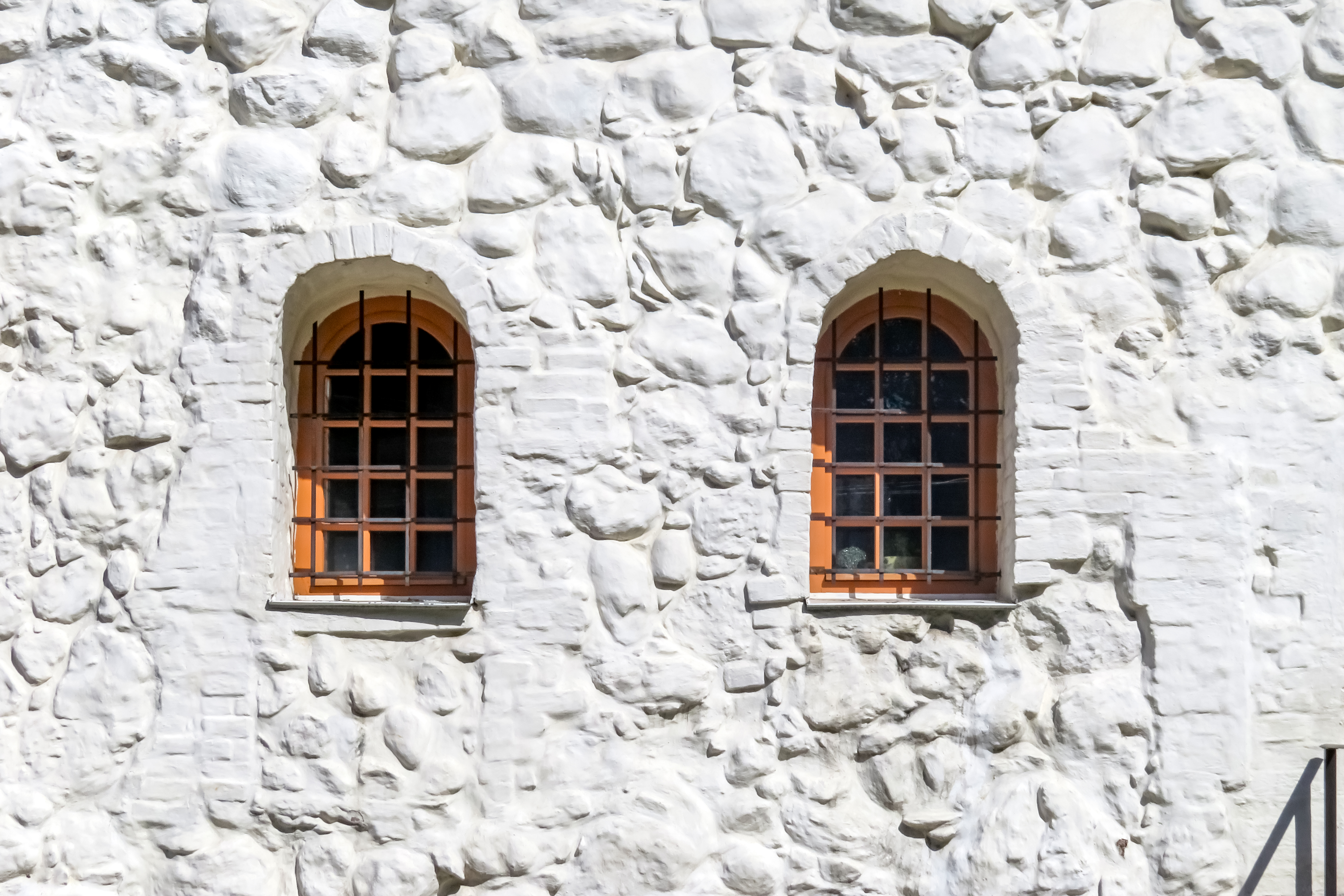
Окошки